# マルビシ百貨店
マルビシ百貨店（マルビシひゃっかてん）は、かつて滋賀県彦根市に存在した百貨店。当時ほぼ同時期に創業した埼玉県川口市本町にあった丸菱百貨店とは資本・人的共に無関係である。

## 沿革
滋賀県彦根市銀座町7-5 土橋商店街（現在の銀座商店街）に所在。
髙島屋系商店の彦根町（当時）内進出に対抗して1933年（昭和8年）に地元商店主有志の宮本壽太郎他20名が出資し合って設立したのが始まり。マルビシ百貨店の名称は旧彦根町議員・彦根市議員・滋賀県議員を歴任した谷口鉄治郎が名付けた。建設費は当時の金額で約5万円だった。当時は珍しい4階建て洋風コンクリート様式のモダンな百貨店は、彦根を代表する商業施設として賑わった。しかし、太平洋戦争突入後は戦局悪化に伴い不要不急店舗に指定され、店内は終戦まで航空部品製造の軍需工場として使用された。
終戦後、荒廃した店内で満州からの引揚者が商売を始め、満連百貨店（まんれんひゃっかてん）と呼ばれるようになる。一時は闇市同然の様相となったが、1954年（昭和29年）に当時の彦根の有力者と満州系商人とが一体となって再び百貨店として営業再開。再開された店内には50ほどの商店が入居し、彦根で最初の洋食レストラン「スター食堂」（当時の彦根の子供達の間ではスター食堂へ食事に連れて行ってもらうことがステータスとなっていた）、平和堂の前身となる靴屋、サンライズ出版の前身となる謄写印刷店などがあった。
昭和30年代前半に百貨店としては閉店。1976年 (昭和51年) 大津市に西武大津ショッピングセンターが開業するまで県内に百貨店が無い状態が続いた。その後しばらく放置されたが、昭和40年代前半に建物外部を修復、内部をリニューアルしてスーパーマーケットパリヤが開業する。パリヤは1987年（昭和54年）に市内長曽根南町へ移転し、平和堂銀座生活館となる。平和堂銀座生活館は1999年（平成11年）2月に閉店し、ザ・ダイソー100YENPLAZA彦根銀座店として営業していたが、2008年（平成20年）10月に建物の解体が決定し、翌年2月に解体。約75年の歴史に幕を閉じた。跡地は平和堂の駐車場になっている。

## 往時の店内
| 階 | マルビシ百貨店             |
| -- | -------------------------- |
| 4F | スター食堂                 |
| 3F | 催事場                     |
| 2F | 衣料品・文具・雑貨・寝具   |
| 1F | 化粧品・食料品・靴・カバン |

※備考
- 1階 靴・カバンは平和堂の前身となる「靴とかばんの平和堂」がテナントとして経営していた。
- 3階の催事場では宮本順三が昭和東北大凶作救援募金のために絵画即売会を開催した。[6] 1952年6月1日〜6月8日には原爆展が開催された。[7]